# Damien Echols
Damien Wayne Echols (né Michael Wayne Hutchison le 11 décembre 1974) est un écrivain américain, ancien détenu américain condamné à mort  connu comme l'un des West Memphis Three, un groupe d'adolescents reconnus coupables d'un triple meurtre. À sa sortie du couloir de la mort en 2011 avec un plaidoyer d'Alford, Echols a écrit plusieurs autobiographies et livres spirituels,.